# Lentilă (optică)

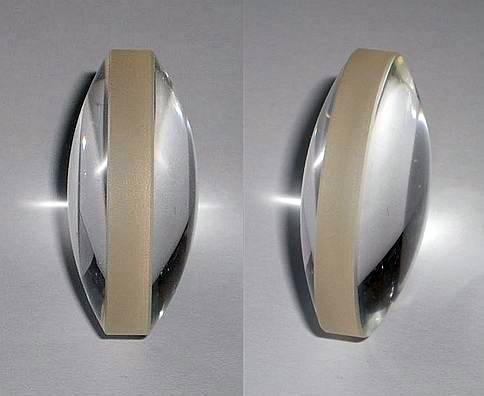
Lentile biconvexe

În optică, lentila este o piesă realizată dintr-un material transparent (sticlă, material plastic etc.), cu două suprafețe opuse, în general curbe, folosită singură sau împreună cu alte piese similare pentru a concentra sau propaga/răspândi lumina și a forma imagini ale obiectelor. Lentilele se bazează pe fenomenul de refracție a luminii, adică schimbarea direcției de propagare a acesteia la trecerea dintr-un mediu transparent în altul.
În limba română cuvântul lentilă provine din cuvântul francez lentille, care însemna inițial „linte”, o plantă ale cărei semințe comestibile au o formă biconvexă, iar apoi a fost folosit și pentru a desemna piesa optică având aproximativ aceeași formă. Cuvântul francez provine la rândul lui din latinescul lenticula, care este forma diminutivă a lui lens (genitiv lentis) cu același sens „linte”.

## Istoric
Lentilele, într-o formă sau alta, sunt produse și folosite de om de câteva mii de ani, dar prima mențiune se găsește în Grecia antică, în comedia Nephelai (Norii) a poetului Aristofan, care vorbește despre o lentilă convergentă folosită pentru a da foc unui obiect concentrând razele soarelui cu ajutorul acesteia. Pliniu cel Bătrân (23-79) scrie că împăratul roman Nero folosea o bucată de smarald cu suprafețele concave pentru a urmări luptele de gladiatori, probabil pentru că suferea de miopie. Matematicianul persan Alhazen (965-1038) a scris primul tratat semnificativ de optică, în care discută despre rolul cristalinului ochiului în formarea imaginilor pe retină. Lentilele au început să se răspândească abia după inventarea ochelarilor, probabil în Italia, la sfârșitul secolului al XIII-lea.

## Tipuri de lentile
Lentilele se pot clasifica după modul în care acționează asupra razelor de lumină în:
- lentile convexe, care transformă un fascicul paralel într-unul convergent;
- lentile concave, care transformă un fascicul paralel într-unul divergent.

După forma lor, lentilele sunt:
- plan-convexe - curbate spre exterior într-o parte și plane pe cealaltă parte;
- biconvexe - curbate spre exterior pe ambele părți;
- meniscuri convergente - curbate spre exterior într-o parte și spre interior pe cealaltă parte, în așa fel încât efectul este de a transforma un fascicul paralel într-unul convergent;
- meniscuri divergente - la fel ca meniscurile convergente, dar efectul este transformarea unui fascicul paralel într-unul divergent;
- plan-concave - curbate spre interior într-o parte și plane pe cealaltă parte;
- biconcave - curbate spre interior pe ambele părți.

Ca regulă generală, lentilele convexe sunt mai groase la mijloc și mai subțiri pe margine, iar cele concave mai subțiri la mijloc și mai groase pe margine. Dacă lentila se pune într-un mediu transparent cu indicele de refracție mai mare decât materialul lentilei, efectul este cel opus, iar lentila devine divergentă.
Cele mai multe lentile au suprafețele sferice pentru că această formă se realizează cel mai ușor, dar pentru anumite aplicații sunt necesare suprafețe asferice, de exemplu în formă de hiperboloid, elipsoid sau cilindru.
Pentru obținerea unor imagini de bună calitate adesea lentilele se folosesc în combinații atent calculate, numite lentile compuse. Acestea se folosesc la obiectivele aparatelor fotografice și la alte instrumente optice ca microscopul, telescopul, luneta, teodolitul etc.

## Elementele unei lentile
O lentilă simplă se compune dintr-un material transparent mărginit de două suprafețe șlefuite, în general sferice. Forma lentilei și caracteristicile materialului determină proprietățile optice ale acesteia:
- Axa optică este axa de simetrie a lentilei, care trece prin centrele de curbură ale suprafețelor ei. Când una dintre suprafețe este plană, axa optică este acea dreaptă perpendiculară pe suprafața plană care trece prin centrul de curbură al celeilalte suprafețe.
- Focarele lentilei sunt acele puncte în care se concentrează (sau din care diverg) razele de lumină care vin într-un fascicul paralel orientat după axa optică.

## Construcția imaginii într-o lentilă
Un punct luminos emite lumină în toate direcțiile pe suprafața transparentă a mediului compact.
Pentru a obține grafic imaginea acestui punct, este suficient să fie reprezentate două din următoarele raze:
- o rază care trece nedeviată prin centrul optic și traversează lentila fără să fie deviată;
- o rază paralelă cu axa optică principală care, după refracție, trece prin focarul imagine;
- o rază care trecând prin focarul obiect, după refracție devine paralelă cu axa optică principală.

În cazul unei lentile convergente, imaginea poate fi:
- reală - când obiectul este situat la o distanță mai mare decât distanța focală;
- virtuală - când obiectul este situat între focar și lentilă.

În cazul unei lentile divergente, imaginea finală este întotdeauna virtuală.

## Formule de calcul
Se notează:
- {\displaystyle x_{1}} - distanța de la obiect la lentilă;
- {\displaystyle x_{2}} - distanța de la imagine la lentilă;
- {\displaystyle y_{1}} - mărimea (înălțimea) obiectului (considerat în general poziționat deasupra axei optice);
- {\displaystyle y_{2}} - mărimea imaginii (considerată negativă dacă imaginea este răsturnată).

Luându-se centrul optic al lentilei ca punct de referință, se face următoarea convenție de semn:
- Orice segment măsurat în sensul de propagare a luminii este considerat pozitiv.
- Orice segment măsurat în sens opus relativ la direcția de propagare a luminii este considerat negativ.

Există relațiile:
{\displaystyle {\frac {-y_{2}}{y_{1}}}={\frac {x_{2}}{-x_{1}}};}
{\displaystyle \tan \alpha ={\frac {y_{1}}{f}}={\frac {-y_{2}}{x_{2}-f}}\;\Rightarrow \;{\frac {-y_{2}}{y_{1}}}={\frac {x_{2}-f}{f}}\;\Rightarrow }
{\displaystyle \Rightarrow \;{\frac {x_{2}}{-x_{1}}}={\frac {x_{2}-f}{f}}\;\Rightarrow \;x_{2}f=-x_{1}x_{2}+fx_{1}\;\Rightarrow \;{\frac {1}{x_{1}}}=-{\frac {1}{f}}+{\frac {1}{x_{2}}}\;\Rightarrow }
|                                                                      | \| {\displaystyle {\frac {1}{f}}={\frac {1}{x_{2}}}-{\frac {1}{x_{1}}}} \| | (Formula uzuală a lentilelor) |
| {\displaystyle {\frac {1}{f}}={\frac {1}{x_{2}}}-{\frac {1}{x_{1}}}} |                                                                            |                               |

### Convergența
Convergența lentilei, notată {\displaystyle C}, reprezintă inversul abscisei {\displaystyle f=x_{F}} a focarului principal imagine {\displaystyle F_{2}} al lentilei considerate:
{\displaystyle C={\frac {1}{f}}=(n_{relativ}-1)\left({\frac {1}{R_{1}}}-{\frac {1}{R_{2}}}\right).}
În formulă, se înlocuiește numeric f cu valori pozitive la lentilele convergente și cu valori negative la lentilele divergente.
Convergența lentilei compuse este suma convergențelor lentilelor componente:
{\displaystyle {\frac {1}{f_{comp}}}=\sum _{1}^{n}{\frac {1}{f_{i}}}.}
Unitatea de măsură a convergenței este dioptria care corespunde distanței focale de un metru:
{\displaystyle [C]=1m^{-1}=1\;dioptrie=1\delta .}

## Aberațiioptice

### Aberațiasferică
Forma sferică a lentilelor, deși simplu de realizat practic, nu este forma ideală care să asigure refracția precisă a luminii. În special razele de lumină care intră în lentilă la marginea acesteia suferă o refracție mai mare decât este nevoie, ceea ce duce la o focalizare defectuoasă și la formarea unor imagini cu atât mai neclare cu cât lentila are un diametru mai mare. Pentru corectarea aberației sferice se folosesc diafragme care limitează diametrul fasciculului de lumină (dar care reduc și intensitatea acesteia) ori se folosesc lentile asferice sau lentile compuse, calculate în așa fel încât aberația sferică să fie minimă.

### Coma
Această aberație apare când fasciculul de lumină este înclinat față de axa optică. În loc ca imaginea unui punct luminos să fie tot un punct, lumina capătă forma unei comete. Efectul este cu atât mai puternic cu cât unghiul cu axa optică este mai mare.

### Aberația cromatică
Materialul transparent al lentilei (sticlă, materiale plastice, lichide etc.) nu refractă lumina de toate culorile în aceeași măsură. Fenomenul se numește dispersie și înseamnă dependența indicelui de refracție de lungimea de undă. El se manifestă în cazul lentilelor prin formarea de imagini la distanțe diferite și de mărimi diferite în funcție de culoare. Imaginile obținute cu o astfel de lentilă vor prezenta irizări colorate ale părților din imagine care ar trebui să prezinte o trecere bruscă de la o zonă luminoasă la una întunecată.

### Distorsiuni
Adesea, un obiect cu muchii drepte dă prin lentilă o imagine în care aceste muchii sînt curbate, fie toate spre axa optică, fie toate spre marginea cadrului. Acest fenomen se datorează faptului că relația dintre unghiul de intrare în lentilă (unghiul dintre axa optică și raza venită de la un punct) și unghiul de ieșire (dintre axa optică și imaginea punctului respectiv) nu este liniară. În funcție de sensul abaterii de la liniaritate, imaginea unui dreptunghi va căpăta o formă fie de „butoiaș”, fie de „perniță”.

### Curbura câmpului
Imaginea unui obiect plan așezat perpendicular pe axa optică este în mod ideal tot plană. În realitate, lentilele simple dau o imagine curbată, astfel încât surprinderea acestei imagini pe un sensor plan – film fotografic, (peliculă cinematografică, sensor CCD etc.) – suferă de o neclaritate din ce în ce mai pronunțată spre marginea cadrului.

### Astigmatism
În mod ideal imaginea unui punct luminos trebuie să fie tot un punct. În practică, lentilele reale (inclusiv lentila ochiului, cristalinul) nu au o formă perfectă, și deci imaginea unui punct este o pată luminoasă cu atît mai mare cu cât efectul e mai puternic. Astigmatismul ochiului se poate corecta folosind lentile cilindrice.